# Đại Khâu (Kim Môn)
Đại Khâu (tiếng Trung: 大坵; bính âm: Dàqiū) là một đảo trên eo biển Đài Loan, hiện là một khu hành chính của hương Ô Khâu của Trung Hoa Dân Quốc (Đài Loan), do huyện Kim Môn đại diện quản lý. Phía Cộng hòa Nhân dân Trung Hoa xem đảo thuộc thôn Ô Khâu, trấn Mi Châu, thành phố Phủ Điền, dùng tên Ô Khâu để chỉ đảo Đại Khâu, còn đảo Tiểu Khâu thì gọi là đảo Hạ.
Thôn Đại Khâu gồm đảo Đại Khâu và các đảo đá nhỏ xung quanh, diện tích khoảng 0,71 km2, lớn hơn một chút so với Tiểu Khâu bên cạnh, phần lớn lãnh thổ thuộc khu quản chế quân sự của Trung Hoa Dân Quốc. Đảo có các bất lợi như hai phía eo biển phân tách về quản trị, quân sự quản lý, phát triển hạn chế, đất đai ít và cằn cỗi, thiếu nước ngọt, thiếu điện, giáo dục và y tế thiếu thốn, nên sinh hoạt gặp khó khăn khiến phần lớn cư dân di cư đến Đài Loan  Cư dân trên đảo đa phần là người gốc đảo Mi Châu, thường nói tiếng Quan thoại và tiếng Phủ Tiên (ở địa phương gọi là tiếng Ô Khâu).